# Конкатенация
В теорията на формалните езици (а и оттук и в езиците за програмиране) конкатенацията е операция/действие по сливане/събиране на два буквени низа от край до край. Например, когато низовете „къ“ и „ща“ биват конкатенирани, резултатът е „къща“.
В Юникс командата в shell режим cat конкатенира файлове по подобен начин.

## Конкатенация в математиката
В математиката конкатенацията е събиране на два низа, т.е. когато a и b са конкатенирани, те образуват ab. Конкатенация на два низа a и b се обозначава като ab или a||b.